# Aškelon (nádraží)
Aškelon (hebrejsky: תחנת הרכבת אשקלון, Tachanat ha-rakevet Aškelon) je železniční stanice na železniční trati Tel Aviv–Aškelon v Izraeli.
Leží v jižní části Izraele v pobřežní nížině, v nadmořské výšce cca 50 metrů. Je situována na východní okraj města Aškelon poblíž křižovatky dálnice číslo 4, dálnice číslo 3 a městské třídy Sderot Menachem Begin. V okolí stanice se rozkládá průmyslová a komerční zóna a vzdělávací komplex Kfar Silver. Východně od stanice začíná volná, zemědělsky využívaná krajina. Na západ od stanice městské čtvrtě Aškelonu.
Stanice leží na historické trase železniční trati, kterou zde na lince Haifa-Lod-Káhira zprovoznily už roku 1919 britské mandátní úřady. Trať byla po roce 1948 přerušena novými politickými hranicemi a po delší dobu nesloužila pro osobní přepravu. Naopak vzhledem k vzniku nového ašdodského přístavu byla posilována nákladní přeprava. Roku 1982 proto vznikla železniční trať Kirjat Gat-Aškelon, která spojila přístav a Negevskou poušť s jejím surovinovým bohatstvím. Napojení se nachází u vesnice Mavki'im, cca 4 kilometry jižně od Aškelonu, kam až vede ze stanice Aškelon kolejový svršek (nevyužívaný ovšem pro osobní přepravu). Trať do Kirjat Gat pak uhýbá k východu, zatímco k západu odbočuje krátká vlečka do areálu elektrárny Rutenberg. Železniční stanice Aškelon byla otevřena roku 2005 a zároveň došlo k rekonstrukci tratě v úseku Aškelon-Ašdod včetně zdvoukolejnění. Je obsluhována autobusovými linkami společnosti Egged. Jsou tu k dispozici parkovací místa pro automobily, prodejní stánky, automaty na nápoje a veřejný telefon.
Ve výstavbě je od roku 2007 nová železniční trať Aškelon-Beerševa vedená přes města Sderot a Ofakim v délce 63 kilometrů. Dokončení se plánovalo na rok 2015.